# Триакантодови
Триакантодовите (Triacanthodidae) са семейство животни от разред Бодливи риби (Tetraodontiformes).

## Родове
- Bathyphylax
- Halimochirurgus – Халимохирурзи
- Hollardia
- Macrorhamphosodes
- Parahollardia
- Paratriacanthodes
- Triacanthodes